# Японська китайська кухня

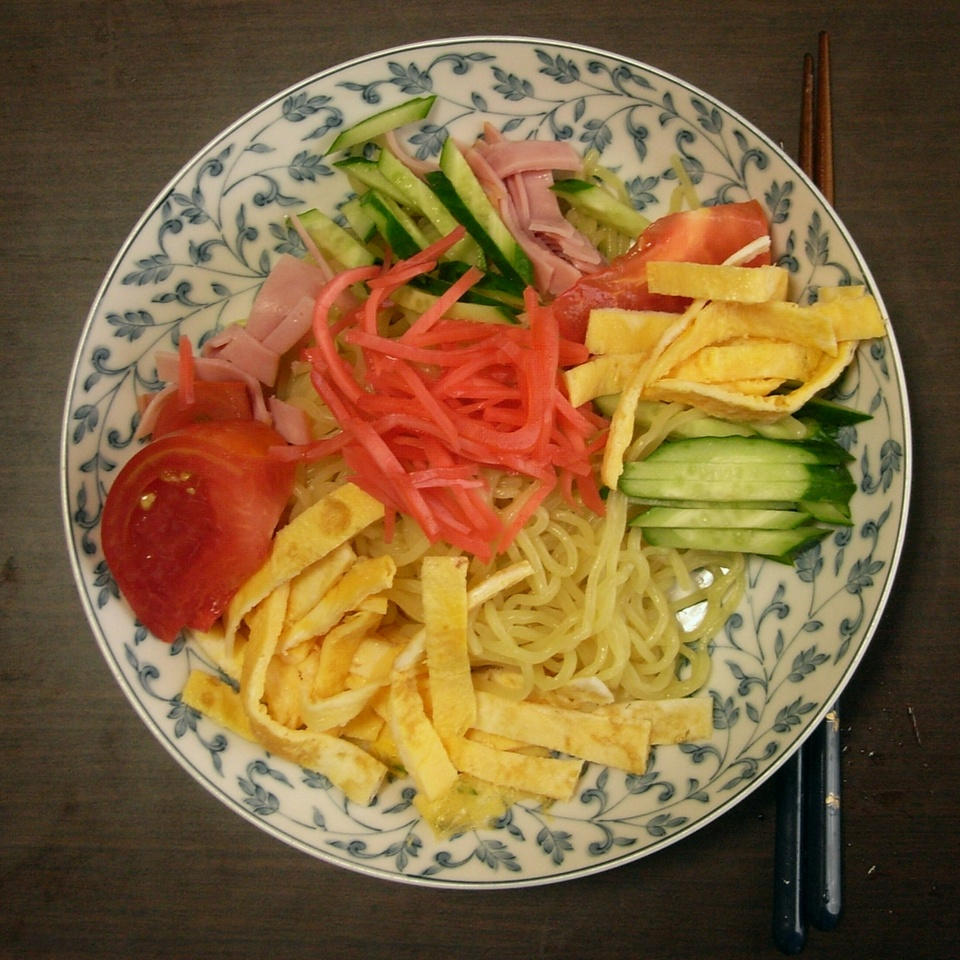
Хіясі Чука

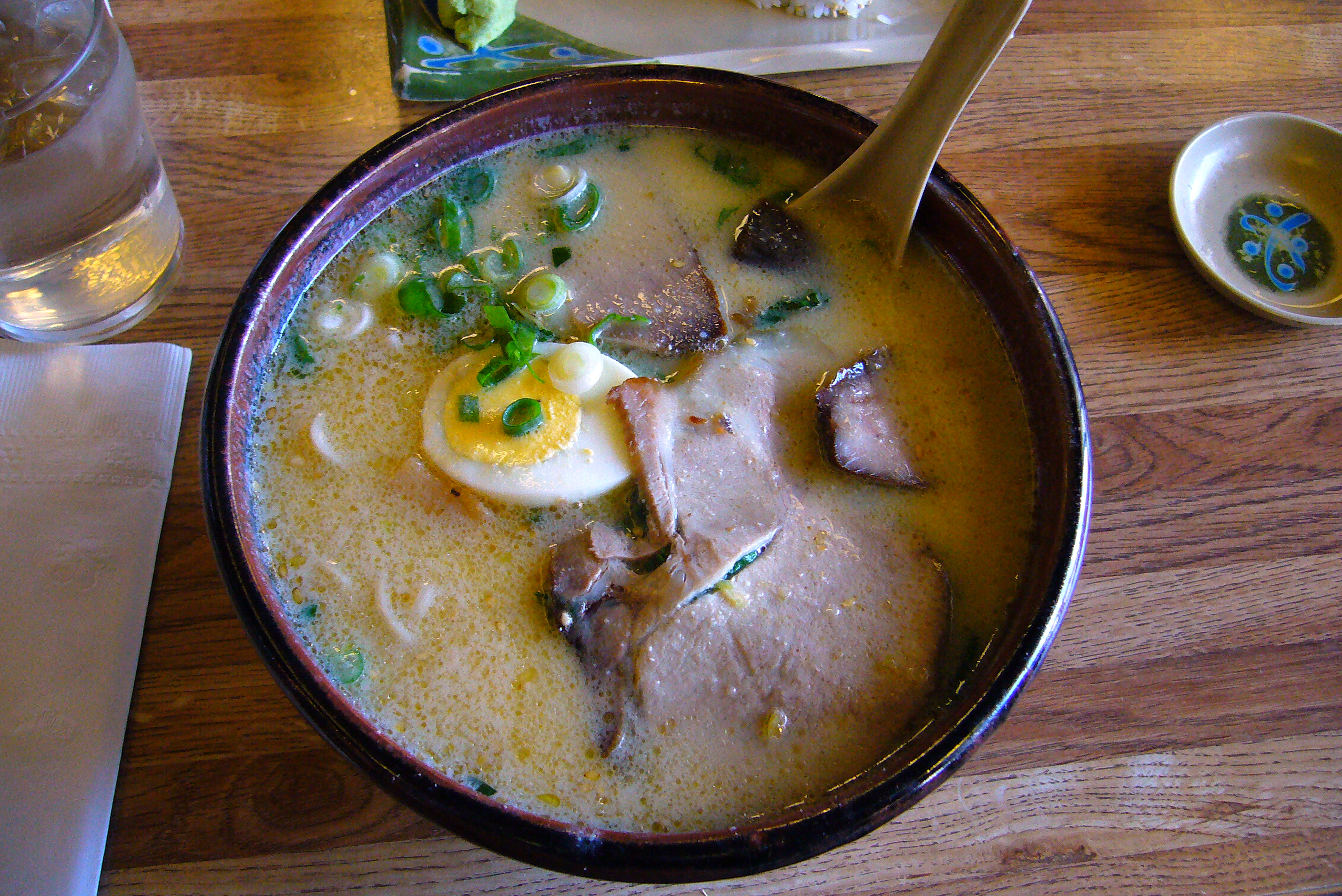
Рамен зі смаком Місо

Японська китайська кухня, також відома як Чука, являє собою унікальне поєднання японських і китайських кулінарних традицій, які розвивалися наприкінці 19-го століття та пізніше. Цей стиль, який подають переважно в китайських ресторанах Японії, відрізняється від «справжньої китайської їжі», яка зустрічається в таких районах, як китайський квартал Йокогами. Незважаючи на цю відмінність, кухня зберігає сильний вплив різних китайських кулінарних стилів, як це видно в стилі приготування Сіппоку.
Значну кількість цих страв привезли до Японії або китайські іммігранти, або японські солдати, які повернулися після вторгнення та колонізації Китаю, створивши унікальний гастрономічний ландшафт, який переосмислює китайську кухню через японську призму. Цей стиль кухні знайшов своє вираження в трьох основних типах ресторанів: ресторани рамен, будинки дім сум і стандартні ресторани китайського стилю. Отримані адаптації охоплюють різноманітні регіональні китайські стилі та техніки приготування їжі, від сичуанської гострої картоплі фрі до повільно приготованих тушкованих страв у Чжецзяні, що сприяє багатому та різноманітному характеру Чука.

## Огляд
Чука (яп. 中華, short for 中華料理 chūka ryōri, literally "Chinese food") це прикметник для «китайських» страв у японському стилі або ресторанів Японії, які їх подають. Страви чука виникли в Китаї, але з роками були модифіковані відповідно до японського смаку, часто з японською чи навіть західною їжею. Було додано японські стилі приготування, як-от місо-рамен. В інших випадках «китайською» є лише локшина, як у випадку з хіясі чука, яку винайшли в Сендаї в 1937 році та використовує вплив західної їжі, наприклад нарізану в'ялену шинку. Оскільки до недавнього часу м'ясо (окрім риби) не було поширеним японським кулінарним засобом, багато м'ясних страв, зокрема свинини, мають китайське походження або вплив.
Хоча раніше китайська кухня була в основному доступна в китайських кварталах, наприклад у портових містах Кобе, Нагасакі чи Йокогама, і деякі страви вважаються мейбуцу (регіональними стравами) цих міст, китайська кухня в японському стилі тепер широко поширена. доступні по всій Японії. Оскільки японські ресторани часто спеціалізуються на пропонуванні лише одного виду страв, кухня зосереджена на стравах трьох різних типів ресторанів: ресторани Рамен, Дім сум і стандартні ресторани китайського стилю.

## Рамен
Рамен (拉麵)(ラーメン), страва з локшини в бульйоні, зазвичай з м'ясними та овочевими начинками, іноді називають чука-соба (中華そば, буквально «китайська локшина»). У Японії рамен є одним із найбільш популярні варіанти швидкого харчування. Хоча в кожному японському місті є численні недорогі ресторани рамену, які спеціалізуються на цій локшині, доступні численні різновиди рамену швидкого приготування (подібно до японського еквівалента замороженої телевізійної вечері). Рамен в основному походить від супів із локшиною з локшини в кантонській кухні, але ця локшина сильно змінилася з часу свого походження в Китаї. Чотири основні види рамена широко доступні в Японії: сіо («сіль»), сьою («соєвий соус»), тонкоцу («свиняча кістка») і місо («соєва паста»). Хоча начинка, яка використовується для рамену, узагальнюється залежно від типу бульйону, вона може відрізнятися від магазину до магазину. Як доповнення до локшини, ресторани рамен також зазвичай пропонують смажений рис у японському стилі та гьодзу (смажені на сковороді пельмені).

## Дім сум у Японії
Дім сум (点心tenshin або 飲茶yamucha японською мовою) у Японії часто сильно відрізняється від того, який популяризували в китайських кварталах Сполучених Штатів і Канади. У китайських кварталах Японії дійсно існують ресторани, де численні страви привозять до столиків на візках. Але, загалом, товари дім сум лише нещодавно почали набирати популярність у Японії. Замість повного меню автентичних китайських продуктів, таких як тушковані курячі лапки чи підчеревину, японські ресторани дім сум, які зараз є у великих містах, таких як Осака та Токіо, здається, сприяють атмосфері кафе. У цих кав'ярнях нерідко акцентом стають чай і закуски, а не повноцінне харчування. Загалом меню, здається, зосереджено на продуктах кафе, таких як сюмай (燒賣, пельмені зі свинини або креветок), сьо лон по (小籠包, вареники на пару з соковитим м'ясом усередині) тощо. Зазвичай їх подають разом із чаєм улун або жасминовим чаєм.

## Китайські ресторани в Японії

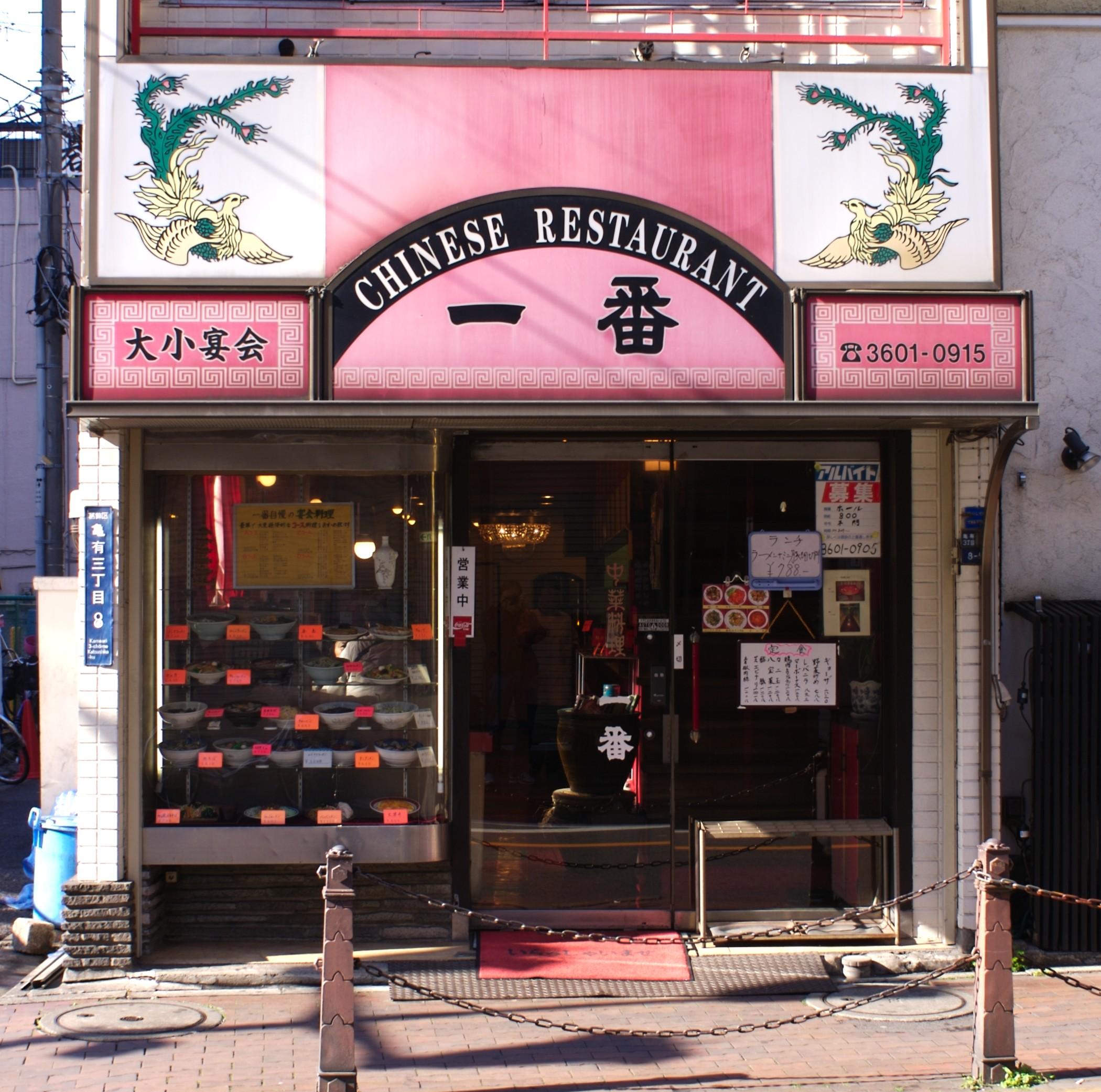
Китайський ресторан у Кацусіка, Токіо

Китайські ресторани (中華料理屋/chūka ryōriya або 中華飯店/chūka hanten) пропонують окремий набір популярних страв, які не обов'язково є типовими для автентичної китайської кухні. Вони також відповідають японським смакам. Зараз у більшості міст Японії є принаймні одна китайська їдальня, оскільки кухня дуже популярна. Є також багато пакетованих соусів, щоб легко приготувати улюблені японсько-китайські страви прямо вдома. Деякі з цих типових страв: Страви сичуанської кухні:
- Мапо Тофу (麻婆豆腐) — це обсмажені страви зі свинячого фаршу з кубиками тофу (мапо тофу) у злегка гострому соусі.
- Мапо Насу (麻婆茄子) — це смажені страви зі свинячого фаршу з баклажанами (mābō-chezu) у злегка гострому соусі. Страва була популяризована в Японії Чень Кенмінем у 1952 році.
- Соус Ебі но чилі (えびのチリソース) — гостра страва з креветок із густим соусом. Як випливає з назви, використовується соус чилі.
- Хої Ко Рьо (回鍋肉) — це смажена тонко нарізана свинина та капуста в соусі на основі місо та щіпці чилі.
- Банбандзі (棒棒鶏) — це холодна страва з курки, приготована на пару, подрібнена та вкрита кунжутним соусом. Його часто супроводжують холодні овочі, такі як морква та огірок, як салат або закуска.

Страви фуцзянської кухні:
- Тін-дзяо Росу (青椒肉絲; також відомий як стейк із перцем) — це смажена тонко нарізана яловичина з японським зеленим перцем і часто паростками квасолі в устричному соусі.
- Тямпон (ちゃんぽん) — це страва, схожа на рамен, приправлена смаженою свининою, морепродуктами й овочами.

Страви кантонської кухні:
- Субута (酢豚) — японська версія кисло-солодкої свинини. Зазвичай вона має більш густий соус бурштинового кольору, на відміну від вражаючого помаранчевого чи червоного американського варіанту. Крім того, на відміну від американської версії, вона зазвичай не містить ананаса. Інша поширена страва замінює смажену свинину в цій страві маленькими смаженими фрикадельками, які називаються «ніку-данго». Іноді для цієї страви замість свинини використовується курка.
- Тясю (チャーシュー) походить від тяр сиу (叉燒 свиняча вирізка на грилі). Однак у той час як оригінальна кантонську версію смажать після маринування в солодкому соусі, який надає їй червоного кольору, японську версію гасять у меді та соєвому соусі та має світло-коричневий колір.
- Сумай (焼売 або シュウマイ) — це різновид традиційних китайських вареників зі свинини або клейкого рису.
- Тюкадон (中華丼) — це кантонська смажена страва з овочів і м'яса на рисі.

Страви північно-східної китайської кухні:
- Цзяоцзи (餃子 або ギョーザ), як згадувалося раніше, є дуже популярною стравою в Японії. Найчастіше їх можна побачити в смаженому вигляді, але їх можна подавати і вареними у вигляді пельменів або навіть смаженими у фритюрі. Їх також часто можна знайти в магазинах Ramen, а також у звичайних ресторанах Chuka.
- Кані-тама (かに玉 або 蟹玉) дуже схожа на американізоване яйце фу молоде, але начинкою використовується виключно крабове м'ясо. Його подають із густим коричневим соусом, як і його американський аналог.

Страви цзянсянської кухні:
- Чахан (炒飯 або チャーハン) іноді називають «якімесі», що буквально означає смажений рис. Він дуже відрізняється від смаженого рису в американських китайських або автентичних китайських ресторанах, оскільки для нього використовується японський короткозернистий рис, який, як правило, має більш липку консистенцію, ніж той, що використовується в інших країнах. Крім того, незважаючи на те, що існує багато різних рецептів із використанням таких різноманітних інгредієнтів, як валлійська цибуля, свинячий фарш, краб, пагони бамбука, у класичному японському смаженому рисі не використовується соєвий соус, він залишається білим під час подачі. Для нього зазвичай використовуються яйце, зелений горошок і тонко нарізана шинка.
- Соронпо — це японська вимова Сяолунбао (小籠包), соковита свиняча варениця, приготована на пару (також називається «супова галушка»), популяризована в Шанхаї.

Страви, що походять з чжецзянської кухні:
- Бута но Какуні (豚の角煮) — це товсті скибочки свинячих шлунків, тушкованих у суміші на основі соєвого соусу, які часто подають із шанхайським бок-чой і китайською гірчицею.

Інші страви:
- Карааге (唐揚, буквально китайська фрай) — це невеликі шматочки курячого стегна, занурені в густе тісто та обсмажені. Зазвичай його подають без соусу. Деякі ресторани подають це з сумішшю солі та перцю збоку для занурення, а деякі рецепти вимагають суміші соєвого соусу, оцту та цибулі, подібної до тієї, що використовується для пельменів.
- Юрінчі (油淋鶏, буквально «змочена олією курка») — це смажена у фритюрі курка або карааге, заправлена кисло-солодким соусом на основі оцту та соєвого соусу та нарізаною цибулею, яку часто подають на листі з подрібненого салату.
- Харумакі (春巻き, букв. «Весняні булочки») дуже схожі на ті, які можна знайти в американських китайських ресторанах, з тонкою обгорткою та овочами всередині.
- Нікуман (肉まん) або Чукаман (中華まん, буквально китайська булочка, приготована на пару) — це японська назва китайських баоцзи, булочок, приготованих на пару, начинених вареним фаршем зі свинини, яловичини та/або іншими інгредієнтами.
- Теншіндон (天津丼), також відомий як Тенсінхан (天津飯), — це страва з омлету з крабового м'яса (Кані-тама) на рисі. Назва страви походить від портового міста Тяньцзінь у Китаї.